# Arachnoidella annosciae
Arachnoidella annosciae is een mosdiertjessoort uit de familie van de Arachnidiidae. De wetenschappelijke naam van de soort is, als Arachnoidea annosciae, voor het eerst geldig gepubliceerd in 1976 door d'Hondt & Geraci.